# Gottfried von Hohenlohe
Gottfried von Hohenlohe, nemški plemič in vitez, * 1265, † 19. oktober 1310, Margentheim.
Med letoma 1297 in 1303 je bil veliki mojster tevtonskih vitezov.
1. ↑  Record #123677572 // Gemeinsame Normdatei — 2012—2016.